# Kaštel v Radoli
Kaštel v Radoli se nachází ve stejnojmenné obci (maď. Radola), ležící v těsné blízkosti okresního města Kysuckého Nového Mesta v Žilinském kraji na Slovensku. Renesanční budova slouží potřebám Kysuckého muzea a je přístupná veřejnosti. Od 5. prosince 1969 je kaštel chráněn jako kulturní památka.

## Historie

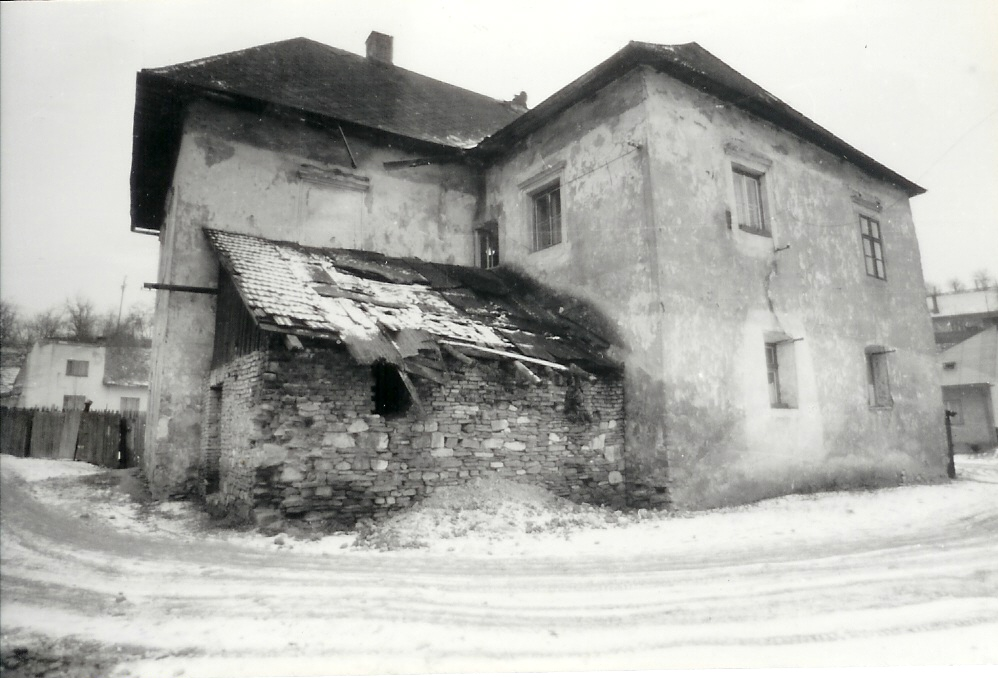
Kaštel před rekonstrukcí (přelom 60. a 70. let 20. století)

Kaštel byl zbudován v průběhu 16. století, kdy Radoľa coby součást budatínského panství patřila uherskému šlechtickému rodu Suňogů. Původně šlo o patrovou obytnou věž, stojící na čtvercovém půdoryse s jedním obytným prostorem v přízemí a na poschodí. Zdobená byla malovaným kvádrováním, jež se dosud zachovalo na východním nároží. Za Kašpara III. Suňoga (†1727), který se v Radoli často zdržoval, byl kaštel rozšířen, přičemž v interiéru byla zřízena i soukromá kaple s oltářem a sochami. K sídlu tenkrát patřil také pivovar, rybníky a hospodářský dvůr se stájemi. Po Kašparově smrti propukl spor mezi jeho pozůstalou rodinou a Antonem Suňogem, příslušníkem slezské větve rodu, jenž musel na základě soudního rozhodnutí z roku 1732 vyplatit Kašparovu potomstvu 60 000 zlatých jako náhradu za budatínské panství. Koncem 18. století získali budatínské panství Csákyové, kteří v Radoli nesídlili a kaštel byl upraven pro potřeby vrchnostenského úřednictva. Na začátku 19. století stavba vyhořela a následně prošla několika úpravami.
Po roce 1919 byl kaštel i s přilehlými pozemky prodán místním obyvatelům a jeho interiéry začaly být využívány jako byty. Technický stav objektu se však postupně zhoršoval a mezi roky 1977–1983 muselo být přistoupeno ke generální rekonstrukci, po níž byl zámek předán Kysuckému muzeu v Čadci, jež zde pro veřejnost otevřelo archeologickou expozici a expozici měšťanského bydlení. Roku 2015 byly obnoveny exteriérové fasády.

## Architektura

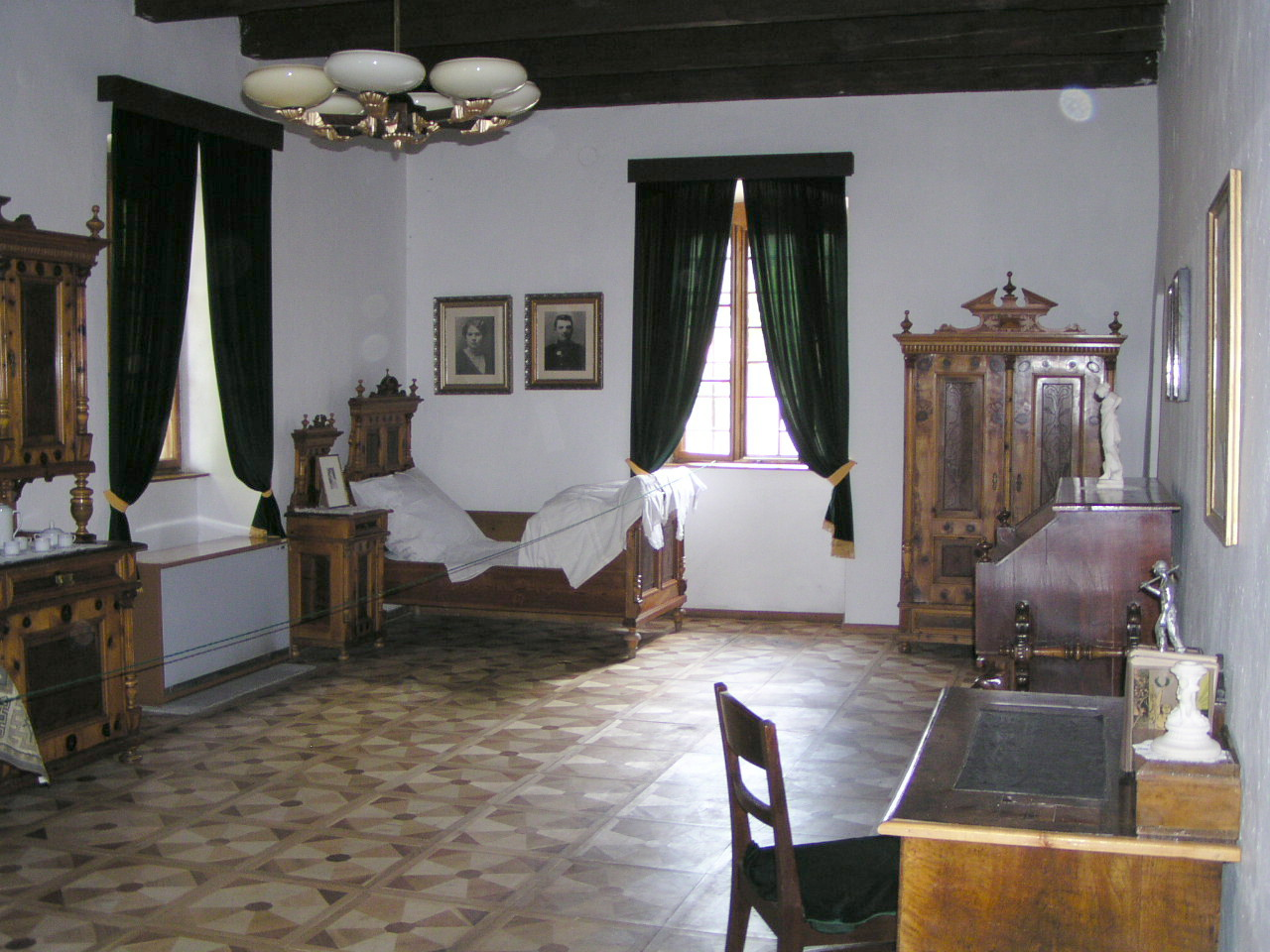
Expozice měšťanského bydlení v prvním patře radoľského kaštelu

Kaštel v Radoli má podobu nevelké jednopatrové stavby, kryté valbovou střechou. K západní straně objektu byl během 17. století připojen zděný arkýř. Na někdejší fortifikační využití poukazují dochované střílny v poschodí a zbytky kamenné zdi, situované v bezprostřední blízkosti kaštelu. V interiéru se zachovaly valené klenby s lunetami a trámové stropy. Areál kaštela je od okolní zástavby oddělen kamennou zídkou